# 桶狭間清水山
桶狭間清水山（おけはざましみずやま）は、愛知県名古屋市緑区の町名。丁番を持たない単独町名である。住居表示未実施。

## 地理
名古屋市緑区の南東部に位置し、東に桶狭間森前、西と北に清水山、南に桶狭間切戸と接する。

## 歴史

### 沿革
- 2009年（平成21年）11月7日 - 有松町大字桶狭間字切戸山・清水山・又八山・大高町字籠池の一部を編入し、設置[1]。

## 世帯数と人口
2019年（平成31年）3月1日現在の世帯数と人口は以下の通りである。
| 町丁         | 世帯数  | 人口    |
| ------------ | ------- | ------- |
| 桶狭間清水山 | 424世帯 | 1,238人 |

### 人口の変遷
国勢調査による人口の推移
| 2010年（平成22年） | 977人   | [ 7 ] |  |
| 2015年（平成27年） | 1,184人 | [ 8 ] |  |

## 学区
市立小・中学校に通う場合、学校等は以下の通りとなる。また、公立高等学校に通う場合の学区は以下の通りとなる。なお、小学校は学校選択制度を導入しておらず、番毎で各学校に指定されている。
| 小学校                                      | 中学校               | 高等学校 |
| ------------------------------------------- | -------------------- | -------- |
| 名古屋市立桶狭間小学校 名古屋市立南陵小学校 | 名古屋市立有松中学校 | 尾張学区 |

## 交通
- 愛知県道243号東海緑線

## 施設
- 清水山中央公園

2012年（平成24年）4月1日供用開始。
- 清水山公園

1982年（昭和57年）4月1日供用開始。平成7年度手づくり郷土賞（コミュニティー部門）受賞。

## その他

### 日本郵便
- 郵便番号 : 458-0921[4]（集配局：緑郵便局[12]）。